# 今中亘
今中 亘（いまなか わたる、1936年1月20日 - ）は、日本の経営者。中国新聞社社長を務めた。

## 経歴・人物
広島県出身。1959年に広島大学文学部仏文学科を卒業し、同年に中国新聞社に入社した。1992年に取締役、1997年に常務を経て、2000年3月に社長に就任した。2006年3月に顧問に退いた。
2010年4月に旭日重光章を受章。